# Kurt Florén
Kurt Florén, född 1 september 1896 i Strömstad, död 7 mars 1966 i Tossene socken, var en svensk målare och diversearbetare.
Kurt Florén var från början kusk och diversearbetare men började teckna och måla i trakterna runt Gerlesborg. Han debuterade i utställningen "Naivt och folkligt" på Konstnärshuset 1946 och finns representerad med teckningar på Moderna museet. 1955 deltog han i utställningen "Kretsen kring Gerlesborg" på Göteborgs konsthall.